# Agnieszka Zalewska (pływaczka)
Agnieszka Zalewska (ur. 21 stycznia 1977) – polska pływaczka, medalistka mistrzostw Europy juniorów w pływaniu (1992).

## Kariera sportowa
Była zawodniczką Stali Stocznia Szczecin, jej trenerem był Mirosław Drozd. Jej największym sukcesem w karierze było zdobycie dwóch brązowych medali na mistrzostwach Europy juniorów w 1992, na dystansie 200 m stylem zmiennym i 400 m stylem zmiennym.
Na mistrzostwach Polski seniorów na basenie 50-metrowym w 1992 zdobyła srebrne medale na 200 m stylem zmiennym i w sztafecie 4 x 100 m stylem zmiennym oraz brązowe medale na 200 m stylem motylkowym i 400 m stylem zmiennym, na mistrzostwach Polski na basenie 50-metrowym w 1993 wywalczyła srebrne medale na 200 m stylem zmiennym i 400 m stylem zmiennym oraz brązowy medal na dystansie 200 m stylem motylkowym.
Karierę sportową zakończyła w wieku 19 lat.
Ukończyła studia w Instytucie Kultury Fizycznej Uniwersytetu Szczecińskiego, jest prezesem Polskiej Fundacji Przeciwdziałania Uzależnieniom.